# Чудская Гора
Чудская Гора — деревня в Старопольском сельском поселении Сланцевского района Ленинградской области.

## История
В журнале заседаний Гдовской городской думы от 25 мая 1812 года упоминается деревня Чуцка Гора в связи с прошением крестьян на дачу им разрешения на покупку крупного рогатого скота.
Затем Чуцка Гора упоминается на карте Санкт-Петербургской губернии Ф. Ф. Шуберта 1834 года.

ЧУЦКАЯ ГОРА — деревня принадлежит её величеству, число жителей по ревизии: 65 м. п., 72 ж. п. (1838 год)

Деревня Чуцкая Гора  отмечена на карте профессора С. С. Куторги 1852 года.

ЧУДСКАЯ ГОРА — деревня Гдовского её величества имения, по просёлочной дороге, число дворов — 20, число душ — 74 м. п. (1856 год)

ЧУДСКАЯ ГОРА — деревня удельная при колодце, число дворов — 23, число жителей: 74 м. п., 78 ж. п. (1862 год) 

В XIX — начале XX века деревня административно относилась к Старопольской волости 2-го земского участка 1-го стана Гдовского уезда Санкт-Петербургской губернии.
Согласно Памятной книжке Санкт-Петербургской губернии 1905 года деревня образовывала Чудско-Горское сельское общество.
С марта 1917 года, деревня находилась в составе Чудско-Горского сельсовета Старопольской волости Гдовского уезда.

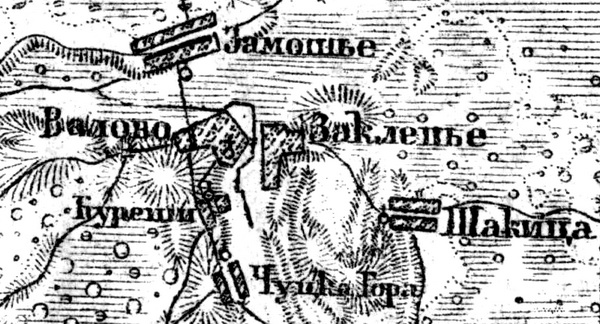
Деревня Чудская Гора на карте 1919 года

Согласно карте Петроградской и Эстляндской губерний издания 1919 года деревня называлась Чуцка Гора.
С февраля 1924 года, в составе Заклепского сельсовета.
С февраля 1927 года, в составе Ложголовской волости Кингисеппского уезда.
С августа 1927 года, в составе Осьминского района.
В 1928 году население деревни составляло 301 человек.
По данным 1933 года деревня Чудская Гора входила в состав Старопольского сельсовета Осьминского района.
С 1 августа 1941 года по 31 января 1944 года, германская оккупация.
С 1961 года, в составе Сланцевского района.
С 1963 года, в составе Кингисеппского района.
По состоянию на 1 августа 1965 года деревня Чудская Гора входила в состав Старопольского сельсовета Кингисеппского района. С ноября 1965 года, вновь в составе Сланцевского района. В 1965 году население деревни составляло 38 человек.
По данным 1973 и 1990 годов деревня Чудская Гора входила в состав Старопольского сельсовета.
В 1997 году в деревне Чудская Гора Старопольской волости проживали 15 человек, в 2002 году — 21 человек (все русские).
В 2007 году в деревне Чудская Гора Старопольского СП проживали 24 человека, в 2010 году — 22 человека.

## География
Деревня расположена в восточной части района на автодороге 41К-814 (Старополье — Соболец).
Расстояние до административного центра поселения — 2 км.
Расстояние до ближайшей железнодорожной станции Веймарн — 52 км.

## Демография
| 1862 | 2007 | 2010 | 2017 |
| ---- | ---- | ---- | ---- |
| 152  | ↘24  | ↘22  | ↘19  |